# Prognorisma
Prognorisma is een geslacht van vlinders van de familie uilen (Noctuidae), uit de onderfamilie Noctuinae.

## Soorten
- P. albifurca Erschoff, 1877
- P. substrigata Smith, 1895